# Allhallows-on-Sea
Allhallows-on-Sea es una de las dos partes en que está dividida la localidad de Allhallows, en la autoridad unitaria de Medway, Inglaterra (Reino Unido). Según el censo de 2011, tiene una población de 1446 habitantes.
Está ubicada al sur de la región Sudeste de Inglaterra, en el condado de Kent, junto a la desembocadura del río Támesis.